# Nessun dorma: nadie duerma
Nessun dorma: nadie duerma, o simplemente Nessun dorma, fue un programa de televisión chileno de conversación de trasnoche, animado por Juan Carlos Valdivia. Fue estrenado a través de UCV Televisión el 29 de febrero de 2016. El programa vino a reemplazar al anterior espacio de Juan Carlos Valdivia, Toc show, siguiendo el formato de conversación y el análisis de temas de actualidad. A diferencia de su antecesor, este programa pretendía darle una mirada más seria a las temáticas. El panel original estaba compuesto por Pedro Bastidas, Gonzalo Egas, Claudia Arnello, Ignacia Allamand y la periodista Amparo Hernández.

## Historia
Después del repentino término del programa Toc show, que estuvo al aire por casi tres años, se especuló que su fin se debía a unos explícitos comentarios de índole sexual que realizó Francisca Undurraga, una de sus panelistas, durante uno de los programas, lo que habría molestado a los directivos del canal de la Universidad Católica de Valparaíso, UCV Televisión, pero Juan Carlos Valdivia salió al paso de los rumores y aseguró que sólo se debía al término de un ciclo y una reformulación del espacio nocturno, esta vez por un proyecto un poco más recatado y que ya se venía planificando varios meses atrás. De esta manera, nació Nessun dorma, una versión más recatada e informativa que Toc show, que vino a ocupar el mismo horario, con una renovada escenografía. Sin embargo, con el correr de los primeros meses, el programa fue recuperando el humor de trasnoche y las temáticas más desinhibidas, volviendo a replicar el formato de su antecesor programa.
Durante septiembre y octubre de 2016, Juan Carlos Valdivia por primera vez abandonó la conducción del programa por motivos laborales, siendo reemplazado por Giancarlo Petaccia, para luego regresar en noviembre del mismo año, hasta la fecha.
Durante el mes de febrero de 2017, el programa se tomó por primera vez un receso por vacaciones, tiempo durante el cual se emitieron programas antiguos. En marzo de ese año, el programa regresó con sus nuevos capítulos y, con ellos, la incorporación de la modelo argentina Flavia Fucenecco, la panelista que acompañó durante más tiempo a Juan Carlos Valdivia en su anterior programa, Toc show.
Desde su inicio, el programa siempre fue emitido de lunes a viernes a las 00:00. Sin embargo, a partir del 18 de diciembre de 2017, el programa dejó su habitual horario para pasar a ser transmitido en el ciclo prime de UCV Televisión, es decir, a las 22:00.
El viernes 9 de marzo de 2018, se emitió el último capítulo del programa, anunciando así el regreso de un nuevo ciclo de Toc show, a partir del lunes siguiente.

## Equipo
| Conducción - Juan Carlos Valdivia (2016-2018) Panelistas estables - Gonzalo Egas (2017-2018) - Flavia Fucenecco (2017-2018) - Mery Salas (2017-2018) - Cassandra Zamorano (2017-2018) | Conductores anteriores - Giancarlo Petaccia (2016) Panelistas estables anteriores - Letícia Datena (2017) - Joyce Pinilla (2017) - Javiera Acevedo (2017) - Andrea Zuckermann (2017) - Aynara Eder (2017) - Lizeth Alfaro (2017) | - Rodrigo Ried (2017) - Teresa Kuster (2016) - Pauli Bolatti (2016) - Rocío Marengo (2016) - Verónica Vieyra (2016) - Claudia Arnello (2016) - Pedro Bastidas (2016) - Ignacia Allamand (2016) - Amparo Hernández (2016) |

Línea de Tiempo Panelistas

## Invitados
Es costumbre que, por la ausencia momentánea de uno o más panelistas estables, distintos personajes del mundo del modelaje, la televisión y el espectáculo participen del programa, ya sea a modo de reemplazo por uno o más capítulos, durante un período de transición por la búsqueda de un nuevo panelista estable, a presentar secciones especiales, o simplemente en calidad de invitados. Entre quienes han pasado por el espacio destacan:
| - Gabriela Zambrano - Carolina Villarino - Catalina Palacios - Yazmín Vásquez - Pilar Cox - Ariel Levy - Patricio Sotomayor | - Francisca Grandi - Kathy Bodis - Bianca Arango - Gemma Collado - Camila Ortiz - Camila Ramírez - Tati Medina | - Eva Glaus - Kim Gutiérrez - Júlia Prado - Eli Freire - Catalina Olcay - Lorena Gálvez - Bárbara Navarrete | - Marcela Brane - Alba Quezada - Daniella Chávez - Gianella Marengo |

## Producción
La producción se lleva a cabo por la propia productora de Juan Carlos Valdivia, GOA Films, la cual ocupa todo un piso de un edificio. Además, está altamente equipada con cámaras de alta definición, salas de redacción y switch. Al tener una productora propia, Valdivia tiene control total de Nessun dorma.